# Neu (pel·lícula)
Neu (títol original: Neige) és una pel·lícula francesa de Jean-Henri Roger i Juliet Berto estrenada l'any 1981, nominada com a millor primera pel·lícula en els Césars de 1982. Ha estat doblada al català.

## Argument
Anita és cambrera en "El Vielleuse". Ella té un gran cor, especialment per al vell Willy. Jocko és pastor de l'Església de la Santíssima Trinitat en el cor de Pigalle. Les seves misses i la seva amabilitat porta consol i calor als seus voltants.

## Repartiment
- Juliet Berto : Anita
- Jean-François Stévenin : Willy
- Robert Liensol : Jocko
- Patrick Chesnais
- Jean-François Balmer
- Eddie Constantine
- Paul El Person
- Émilie Benoît
- Anna Prucnal
- Raymond Bussières
- Bernard Lavilliers
- Stella Rennela
- Dominique Maurin
- Gérard Zimmerman
- Maggy Bohringer
- Jean-Pierre Bastid

## Premis i nominacions
- Premi del jove cinema al Festival de Canes 1981
- Nominada l'any 1982 César a la millor primera pel·lícula[3]